# Nyárfafajok listája

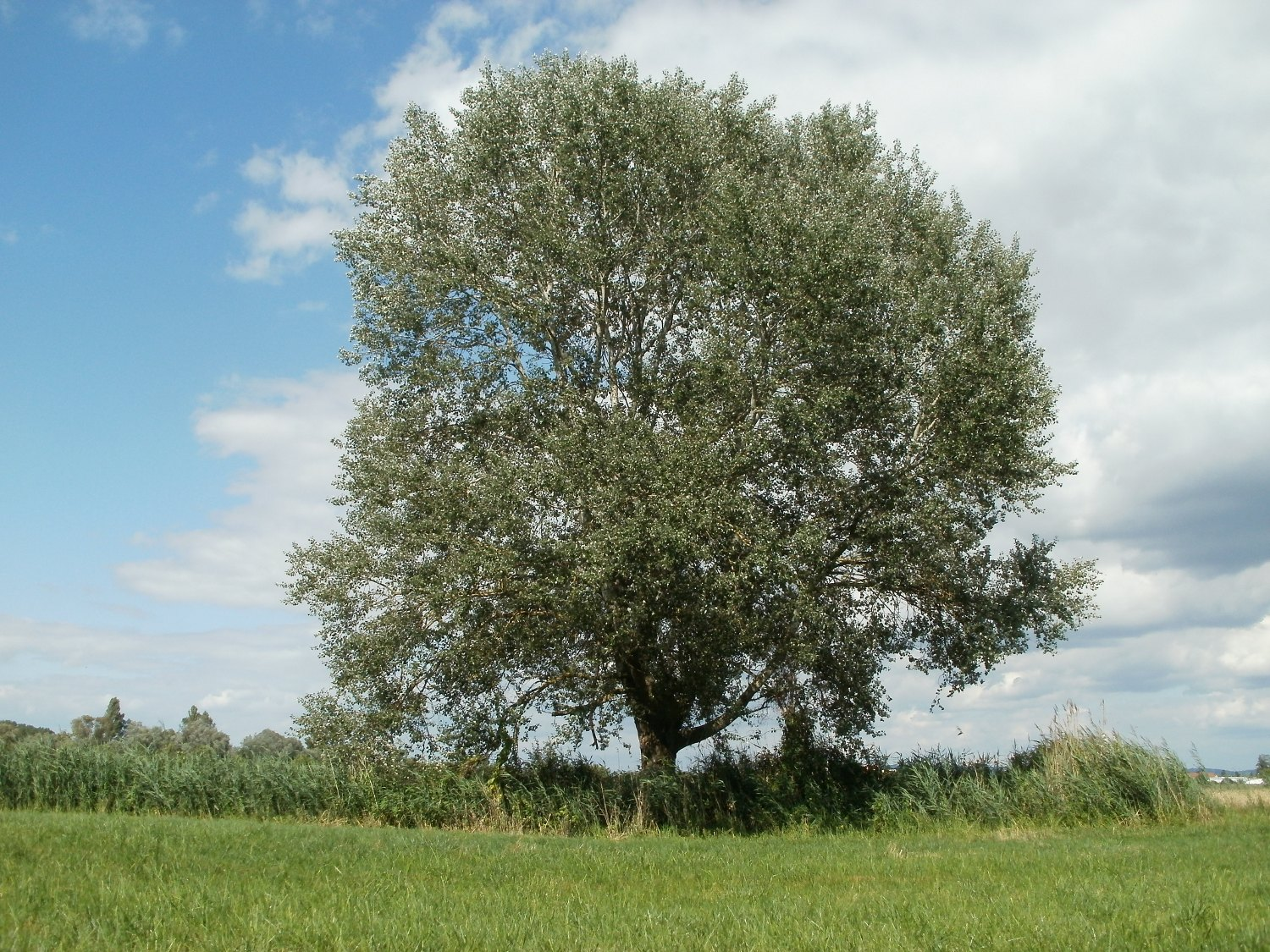
Populus alba

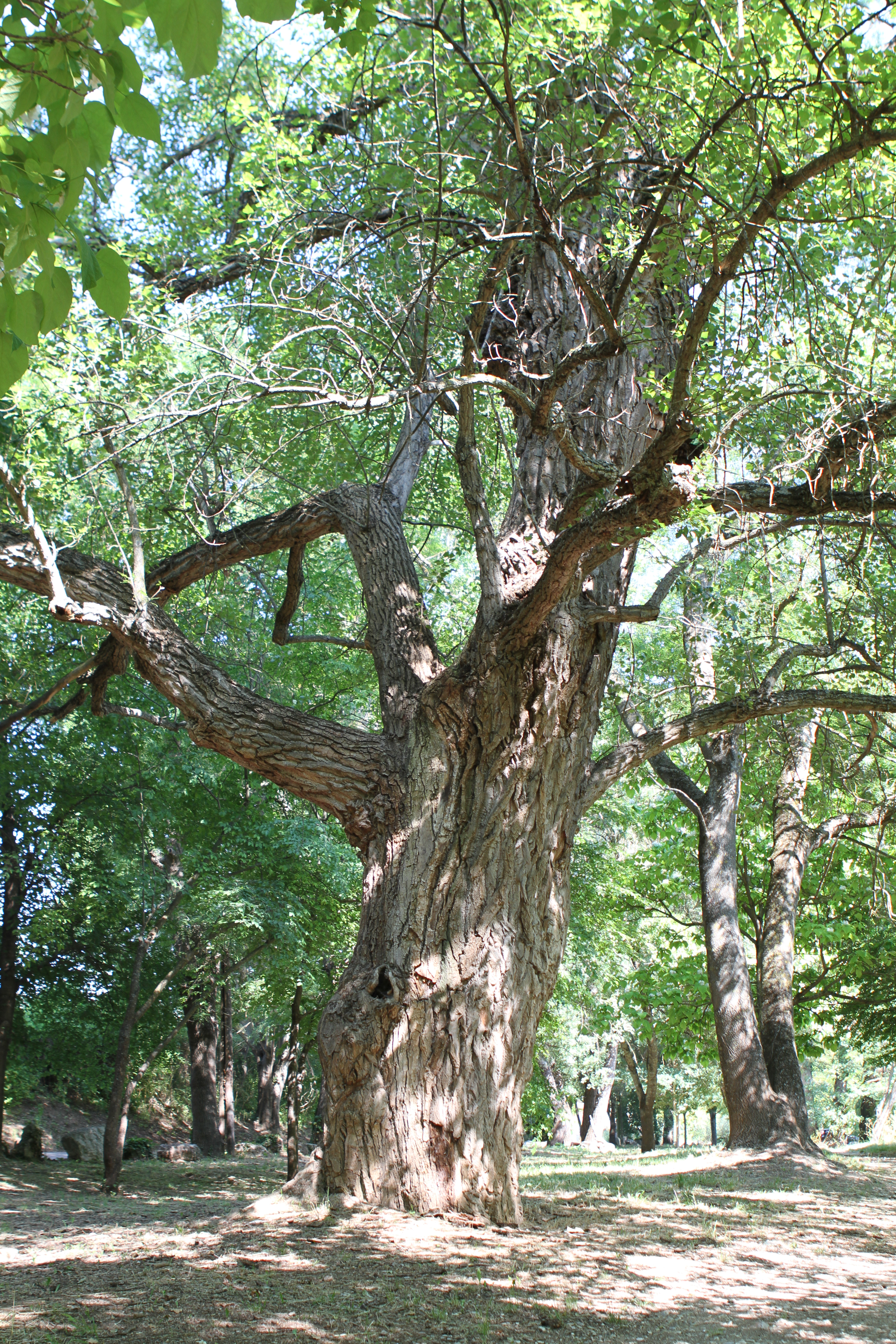
Populus × canadensis

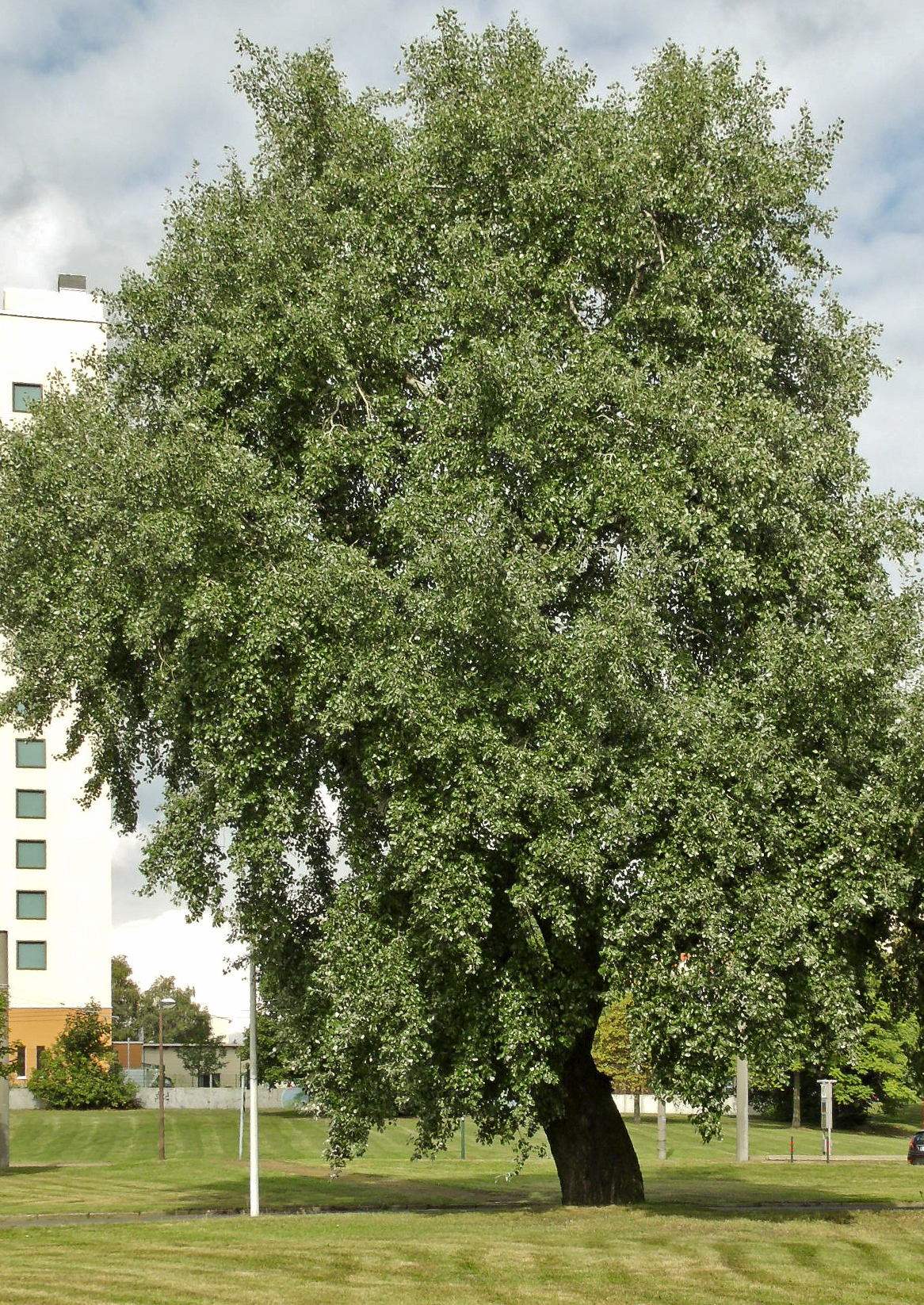
Populus × canescens

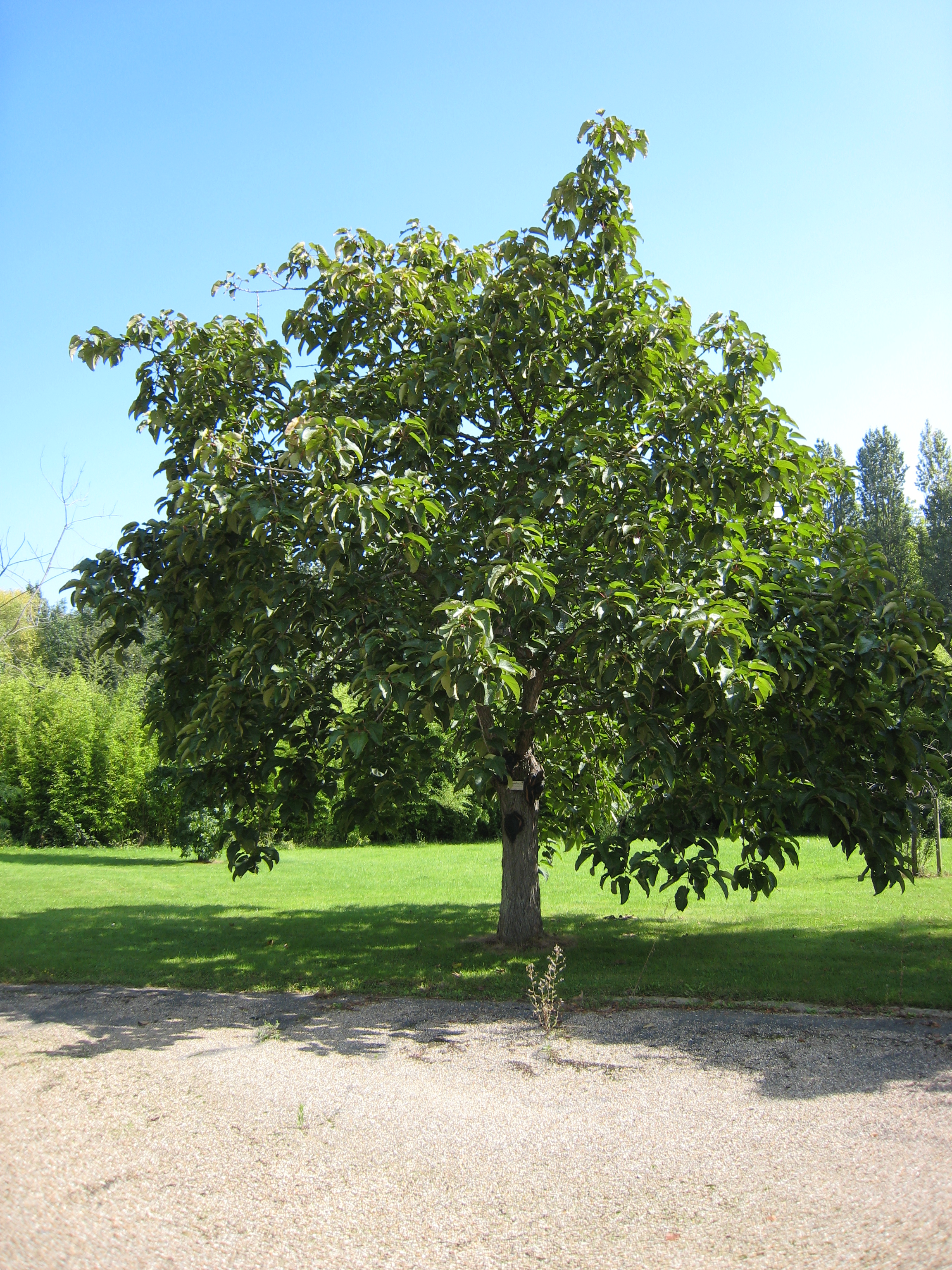
Populus lasiocarpa

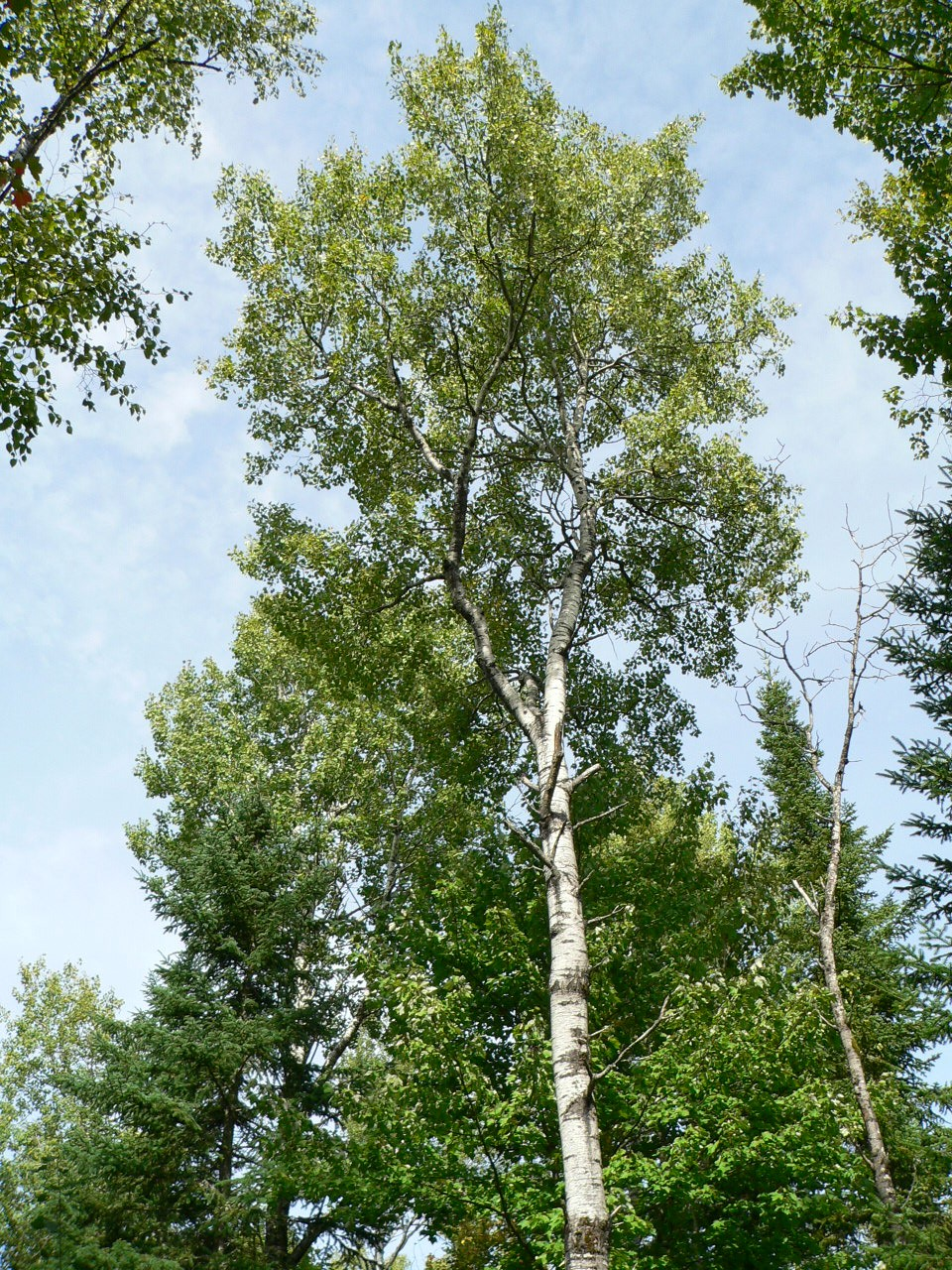
Populus tremuloides

A nyárfa (Populus) a Malpighiales rendjébe és a fűzfafélék (Salicaceae) családjába tartozó nemzetség.

## Rendszerezés
A nemzetségbe az alábbi 99 faj és hibrid tartozik:
- Populus × acuminata Rydb.
- kínai nyár (Populus adenopoda) Maxim.
- Populus afghanica (Aitch. & Hemsl.) C.K. Schneid.
- Populus alaschanica Kom.
- fehér nyár (Populus alba) L.
- Populus amurensis Kom.
- keskeny levelű nyár (Populus angustifolia) E.James
- Populus baicalensis Kom.
- Balzsamnyár (Populus balsamifera) Alastair Fitter and David More, 1980[1]
- Balzsamos nyár (Populus x gileadensis) Alastair Fitter and David More, 1980[1]
- Populus beijingensis W.Y. Hsu
- Populus × berolinensis K.Koch
- Populus × brayshawii B.Boivin
- kanadai nyár (Populus x canadensis) Moench
- Populus × candicans Aiton
- szürke nyár (Populus × canescens) (Aiton) Sm.
- Populus caspica (Bornm.) Bornm.
- Populus cathayana Rehder
- Populus charbinensis C. Wang & Skvortsov
- Populus ciliata Wall. ex Royle
- folyóparti nyár (Populus deltoides) Marshall
- Populus dimorpha Brandegee
- Eufrátesz-nyár (Populus euphratica) Oliv.

- nemes nyár (Populus x euramericana)[2]

- Populus flexibilis Roz.
- arizonai nyár (Populus fremontii) S.Watson
- Populus gansuensis C. Wang & H.L. Yang
- Populus × generosa A.Henry
- Populus girinensis Skvortsov
- Populus glauca Haines
- Populus × glaucicomans Dode
- nagyfogú nyár (Populus grandidentata) Michx.
- Populus guzmanantlensis A. Vázquez & Cuevas
- Populus haoana Cheng & Z. Wang in Z. Wang & S. L. Tung
- Populus × hastata Dode
- Populus × heimburgeri B.Boivin
- mocsári gyapotfa (Populus heterophylla) L.
- Populus × hinckleyana Correll
- Populus × hopeiensis Hu & H.F.Chow
- Populus hsinganica C. Wang & Skvortsov
- Populus × hybrida M.Bieb.
- Tana-nyár (Populus ilicifolia) (Engl.) Rouleau
- Populus iliensis Drobow
- Populus × inopina Eckenw.
- Populus intramongolica T.Y. Sun & E.W. Ma
- Populus × jackii Sarg.
- Populus × jrtyschensis Cheng-yuan Yang
- Populus kangdingensis C. Wang & S.L. Tung
- Populus keerqinensis T.Y. Sun
- koreai nyár (Populus koreana) Rehder
- Populus lancifolia N. Chao
- kínai széles levelű nyár (Populus lasiocarpa) Oliv.
- babérlevelű nyár (Populus laurifolia) Ledeb.
- Populus mainlingensis C. Wang & S.L. Tung
- Populus manshurica Nakai
- mexikói nyár (Populus mexicana) Wesm. ex DC.
- Populus minhoensis S.F. Yang & H.F. Wu
- Populus nakaii Skvortsov
- fekete nyár (Populus nigra) L.
- Populus ningshanica C. Wang & S.L. Tung
- Populus pamirica Kom.
- Populus × parryi Sarg.
- Populus pilosa Rehder
- Populus platyphylla T.Y. Sun
- Populus pruinosa Schrenk
- Populus pseudoglauca C. Wang & P.Y. Fu
- Populus pseudomaximowiczii C. Wang & S.L. Tung
- Populus pseudosimonii Kitag.
- Populus × pseudotomentosa C. Wang & S.L. Tung
- Populus purdomii Rehder
- Populus qamdoensis C. Wang & S.L. Tung
- Populus qiongdaoensis T. Hong & P. Luo
- Populus × rasumowskiana C.K. Schneid.
- Populus × rollandii Rouleau
- Populus × rouleauana B.Boivin
- Populus schneideri (Rehder) N. Chao
- Populus shanxiensis C. Wang & S.L. Tung
- Populus simaroa Rzed.
- Simon-nyár (Populus simonii) Carrière
- Populus × smithii B.Boivin
- Populus suaveolens Fisch. ex Loudon
- Populus szechuanica C.K. Schneid.
- Populus talassica Kom.
- Populus × tomentosa Carrière
- rezgő nyár (Populus tremula) L. - típusfaj
- amerikai rezgő nyár (Populus tremuloides) Michx.
- szőrös termésű nyár (Populus trichocarpa) Torr. & A.Gray ex Hook.
- Populus trinervis C. Wang & S.L. Tung
- usszuri nyár (Populus ussuriensis) Kom.[3][4][5][6]
- Populus violascens Dode
- Populus wenxianica Z.C. Feng & J.L. Guo ex G.H. Zhu
- Populus × wettsteinii Hämet-Ahti
- Wilson-nyár (Populus wilsonii) C.K. Schneid.
- Populus wuana C. Wang & S.L. Tung
- Populus wulianensis S.B.Liang & X.W.Li
- Populus xiangchengensis Z. Wang & S.L. Tung
- Populus × xiaohei T.S. Hwang & Liang
- Populus × xiaozhuanica W.Y. Hsu & Liang
- Populus yatungensis (Z. Wang & P.Y. Fu) C. Wang & S.L. Tung
- Populus yuana C. Wang & S.L. Tung
- jünnani nyár (Populus yunnanensis) Dode